# Březina (zámek, okres Pelhřimov)
Zámek Březina stojí ve vsi Březina, dnes části obce Hořepník, v okrese Pelhřimov u silnice II/129 z Pacova na Hořepník. Je chráněn jako kulturní památka České republiky.

## Historie
První písemná zmínka o Březině pochází z roku 1299, kdy ji vlastnil zeman Dětocha, v jehož vlastnictví byla ještě v roce 1304. Na začátku 16. století došlo k výstavbě tvrze, která stála na místě dnešního zámku. V roce 1522 statek koupil Burian Trčka z Lípy. Kromě tvrze tehdy ke statku patřily také dvůr a vsi Březina, Radějovice a Opatovice. V roce 1572 se novým majitelem stal Jan Houska ze Zahrádky, ovšem už o dva roky později (1574) jej zdědil Stanislav Houska. Ten nechal tvrz přestavět a navíc přibyl pivovar. V roce 1589 Anna z Kounic statek prodala Janu Albrechtu Křineckému z Ronov a na Kamenici. Následně docházelo k častému střídání majitelů. Roku 1730 jej od Anny Terezie Umwertové, rozené Malovcové z Malovic, získal Jan Vít Malovec. Ten jej roku 1743 prodal Bedřichu Jeníkovi Zásadskému z Gamsenberka. V roce 1765 prošla tvrz přestavbou na barokní zámek, jak dokazuje letopočet v zámecké kapli. V roce 1821 je jako majitel uváděn Josef Čapek, roku 1839 rytířský rod z Eisensteinu, kteří zámek nechali přestavět v duchu pseudorenesance. Od roku 1908 vlastní zámek rodina Homolkova.

## Popis
Jedná se o dvoukřídlou patrovou budovu. Vstup se nachází ve východním průčelí, nad ním je portál s erbem Eisensteinů. V místnostech v přízemí najdeme klenuté stropy. Průčelí západního křídla je bohatě členěné a ve výklenku nad hlavní římsou stojí socha sv. Floriána. Válcová zámecká kaple je umístěna v severozápadním nároží.